# William Forsythe (attore)
William Forsythe (New York, 7 giugno 1955) è un attore statunitense.

## Biografia
Dopo aver cominciato molto presto la sua carriera, William Forsythe è diventato una figura molto presente nella cinematografia hollywoodiana degli anni ottanta, periodo nel quale ha ricoperto spesso il personaggio del cattivo anche grazie al suo sguardo duro e al volto spigoloso.
Dopo aver debuttato nella sua nativa New York all'età di solo 12 anni sui palcoscenici di Broadway, divenne un attore teatrale professionista e si trasferì, appena maggiorenne, in California dove ebbe il suo debutto cinematografico nella pellicola del 1981 Il ragazzo e il poliziotto di Charles B. Griffith. Tuttavia la sua notorietà arriverà dalla televisione, dove appare per la prima volta nel film per la televisione  The Miracle of Kathy Miller, sempre del 1981, con protagonista l'attrice Helen Hunt. Il successo della pellicola gli consentirà di guadagnare ruoli sempre più importanti in un gran numero di serie televisive, da CHiPs fino a Saranno Famosi. 
Il suo ruolo di cattivo verrà coronato dalla parte nel celebre film di Sergio Leone C'era una volta in America, nel quale gli verrà assegnato il personaggio dell'affascinante ma spietato gangster Cockeye. Nel 1991 arriva il suo primo ruolo da protagonista nella pellicola Vita di cristallo dello scrittore e regista Neal Jimenez, a fianco di Helen Hunt ed Eric Stoltz. Il ruolo di spietato gangster gli varrà l'ennesimo successo nella serie televisiva prodotta dalla HBO, Gotti, dove impersonerà il personaggio del criminale mafioso Sammy Gravano, dopo aver recitato nel film del 1995 Palookaville. Inoltre, è famoso anche per essere l'antagonista di Gino Felino (interpretato da Steven Seagal)  nel film Giustizia a tutti i costi, dove recita la parte del crudele killer Ritchie Madano.
Successivamente appare nel remake del cantante e regista Rob Zombie della famosissima pellicola horror del 1978 Halloween - La notte delle streghe di John Carpenter. Nel 2012 prende parte a diversi episodi della serie televisiva Boardwalk Empire - L'impero del crimine dove interpreta Manny Horvitz, un gangster di origine ebraica.

## Vita privata
Dalla ex moglie, l'attrice Melody Munyon, ha avuto tre figlie: Rebecca (1990), Angelica (1992) e Chloe (1993). Nel giugno 2024 si è risposato con Teresa Stevens.

## Filmografia parziale

### Attore

#### Cinema
- Il ragazzo e il poliziotto (Smokey Bites the Dust), regia di Charles B. Griffith (1981)
- The Man Who Wasn't There, regia di Bruce Malmuth (1983)
- C'era una volta in America (Once Upon a Time in America), regia di Sergio Leone (1984)
- Alba selvaggia (Savage Dawn), regia di Simon Nuchtern (1985)
- Lightship - La nave faro (The Lightship), regia di Jerzy Skolimowski (1985)
- Arizona Junior (Raising Arizona), regia di Joel Coen (1987)
- Il seme della gramigna (Weeds), regia di John D. Hancock (1987)
- Ricercati: ufficialmente morti (Extreme Prejudice), regia di Walter Hill (1987)
- Patty - La vera storia di Patty Hearst (Patty Hearst), regia di Paul Schrader (1988)
- Acque di primavera (Torrents of Spring), regia di Jerzy Skolimowski (1989)
- Sons, regia di Alexandre Rockwell (1989)
- Dead Bang - A colpo sicuro (Dead Bang), regia di John Frankenheimer (1989)
- Dick Tracy, regia di Warren Beatty (1990)
- Tutto può accadere (Career Opportunities), regia di Bryan Gordon (1991)
- Giustizia a tutti i costi (Out for Justice), regia di John Flynn (1991)
- Forza d'urto (Stone Cold), regia di Craig R. Baxley (1991)
- Vita di cristallo (The Waterdance), regia di Neal Jimenez e Michael Steinberg (1991)
- Disposta a uccidere (Willing to Kill: The Texas Cheerleader Story), regia di David Greene (1992)
- American Me - Rabbia di vivere, regia di Edward James Olmos (1992)
- Omicidi firmati (Those Bedroom Eyes), regia di Leon Ichaso (1992)
- Un nuovo caso per l'ispettore Dietz (Sam Dietz), regia di James Lemmo (1992)
- Bersagli mobili (Direct Hit), regia di Joseph Merhi (1994)
- Virtuality (Virtuosity), regia di Brett Leonard (1995)
- Palookaville, regia di Alan Taylor (1995)
- Cosa fare a Denver quando sei morto (Things To Do in Denver When You Are Dead), regia di Gary Fleder (1995)
- L'ora della violenza (The Substitute), regia di Robert Mandel (1996)
- The Rock, regia di Michael Bay (1996)
- The Pass, regia di Kurt Voß (1998)
- Tempesta di fuoco (Firestorm), regia di Dean Semler (1998)
- Hell's Kitchen - Le strade dell'inferno (Hell's Kitchen), regia di Tony Cinciripini (1998)
- La trappola (Ambushed), regia di Ernest R. Dickerson (1998)
- L'ultimo sceriffo (The Last Marshall), regia di Mike Kirton (1999)
- Voci di morte (Soundman), regia di Steven Ho (1999)
- Da ladro a poliziotto (Blue Streak), regia di Les Mayfield (1999)
- Luck of the Draw, regia di Luca Bercovici (2000)
- Gigolò per sbaglio (Deuce Bigalow: Male Gigolò), regia di Mike Mitchell (2000)
- Camouflage - Professione detective (Camouflage), regia di James Keach (2001)
- Colpevole d'omicidio (City by the Sea), regia di Michael Caton-Jones (2002)
- Hard Cash, regia di Predrag Antonijevic (2002)
- The Librarians, regia di Mike Kirton (2003)
- SharkMan - Una nuova razza di predatori (Hammerhead: Shark Frenzy), regia di Michael Oblowitz (2005)
- La casa del diavolo (The Devil's Reject), regia di Rob Zombie (2005)
- Il colore del crimine (Freedomland), regia di Joe Roth (2006)
- 88 minuti (88 Minutes), regia di Jon Avnet (2007)
- Hack!, regia di Matt Flynn (2007)
- Halloween - The Beginning (Halloween), regia di Rob Zombie (2007)
- Stiletto, regia di Nick Vallelonga (2008)
- The Nail: The Story of Joey Nardone, regia di James Quattrochi (2009)
- Il mostro degli abissi (The Rig), regia di Peter Atencio (2010)
- Loosies, regia di Michael Corrente (2012)
- The Bronx Bull, regia di Martin Guigui (2016)
- Un uomo tranquillo (Cold Pursuit), regia di Hans Petter Moland (2019)
- Wake Up - Il risveglio (Wake Up), regia di Aleksandr Chernyaev (2019)
- Gioventù perduta (Run with the Hunted), regia di John Swab (2019)
- Roe v. Wade, regia di Nick Loeb (2020)
- Ida Red, regia di John Swab (2021)

#### Televisione
- CHiPs – serie TV, episodio 5x16 (1982)
- Baja Oklahoma, regia di Bobby Roth – film TV (1987)
- Gotti (Gotti: The Rise and Fall of a Real Life Mafia Don), regia di Robert Harmon – film TV (1996)
- Tempo di riscatto (First Time Felon), regia di Charles S. Dutton – film TV (1997)
- Dollar for the Dead, regia di Gene Quintano – film TV (1998)
- UC:UnderCover – serie TV, 13 episodi (2001-2002)
- John Doe – serie TV, 21 episodi (2002-2003)
- Contatto finale (Final Approach), regia di Armand Mastroianni – film TV (2007)
- CSI: Miami – serie TV, episodio 8x16 (2010)
- Dear Mr. Gacy – film TV (2010)
- Boardwalk Empire - L'impero del crimine (Boardwalk Empire) – serie TV, 7 episodi (2011-2012)
- The Mentalist – serie TV, 2 episodi (2011-2012)
- The Mob Doctor – serie TV, 13 episodi (2012-2013)
- Hawaii Five-0 – serie TV, episodio 5x10 (2015)
- L'uomo nell'alto castello (The Man in the High Castle) – serie TV, 7 episodi (2018-2019)
- Magnum P.I. – serie TV, episodio 2x9 (2019)

## Riconoscimenti
- Dallas International Film Festival
  - 2015 - Premio speciale della giuria - Concorso di lungometraggi narrativi per Echoes of War (condiviso con James Badge Dale, Ethan Embry, Maika Monroe, Rhys Wakefield, Beth Broderick e Ryan O'Nan)
- Fangoria Chainsaw Awards
  - 2006 - Miglior attore non protagonista per La casa del diavolo
- Film Independent Spirit Awards
  - 1993 - Candidatura al miglior attore non protagonista per Vita di cristallo
- Long Island International Film Expo
  - 2016 - Premio della giuria per il miglior attore non protagonista per The Hollow
- Monaco International Film Festival
  - 2009 - Angel Film Award al miglior attore - lungometraggio per Happy in the Valley
  - 2009 - Angel Film Award al miglior cast corale - lungometraggio per Happy in the Valley (condiviso con Shaun Sipos, Zoë Hall, Dee Wallace, Ursula Brooks, Josh Marchette e Lew Temple)
- Vail Film Festival
  - 2006 - Contributo al cinema
- WorldFest Houston
  - 1992 - Vincitore Gold Special Jury Award per il miglior attore per Vita di cristallo (condiviso con Eric Stoltz e Wesley Snipes)

## Doppiatori italiani
Nelle versioni in italiano delle opere in cui ha recitato, William Forsythe è stato doppiato da:
- Claudio Fattoretto in Dick Tracy, Forza d'urto, Vita di cristallo
- Michele Gammino in Da ladro a poliziotto, La casa del diavolo, The Mentalist (ep. 3x21)
- Wladimiro Grana in Cosa fare a Denver quando sei morto, The Rock
- Paolo Buglioni ne Il colore del crimine, 88 minuti
- Luca Dal Fabbro in Giustizia a tutti i costi, Masters of Horror
- Francesco Pannofino in Hell's Kitchen - Le strade dell'inferno, Hawaii Five-0
- Stefano De Sando in Gigolò per sbaglio, Daredevil
- Luciano De Ambrosis in C'era una volta in America
- Fabrizio Mazzotta in Lightship - La nave faro
- Luca Biagini in Arizona Junior
- Giampaolo Saccarola in Ricercati: ufficialmente morti
- Paolo Poiret in Acque di primavera
- Alessandro Rossi in Dead Bang - A colpo sicuro
- Sandro Sardone in American Me - Rabbia di vivere
- Mauro Bosco ne La pistola nella borsetta
- Luca Ward in Palookaville
- Carlo Valli ne L'ora della violenza
- Davide Marzi in Gotti
- Ennio Coltorti in The Pass
- Nino Prester in Colpevole d'omicidio
- Roberto Pedicini ne Il prezzo della fortuna
- Raffaele Farina in Professione detective
- Sandro Iovino in CSI: Miami
- Walter Rivetti in SharkMan - Una nuova razza di predatori
- Giorgio Locuratolo in Shark - Giustizia a tutti i costi
- Roberto Draghetti in Halloween - The Beginning
- Saverio Moriones in The Mentalist (ep. 5x04)
- Giorgio Melazzi in The Nail: The Story of Joey Nardone
- Carlo Marini in Boardwalk Empire - L'impero del crimine
- Rodolfo Bianchi in The Mob Doctor
- Fabrizio Temperini in Chicago Justice
- Mario Bombardieri ne L'uomo nell'alto castello
- Enzo Avolio in Magnum P.I.
- Paolo Marchese in Un uomo tranquillo
- Stefano Mondini in Wake Up - Il risveglio
- Dario Oppido in Ida Red
- Pierluigi Astore in C'era una volta in America (ridoppiaggio)